# José Manuel Contreras
José Manuel Contreras (Jutiapa, 19 gennaio 1986) è un calciatore guatemalteco, centrocampista del Comunicaciones.

## Carriera

### Nazionale
Ha partecipato a tre edizioni della CONCACAF Gold Cup (2007, 2011 e 2015).

## Palmarès

### Club

#### Competizioni internazionali
- CONCACAF League: 1

Comunicaciones: 2021